# Plîskî, Borzna
Plîskî (în ucraineană Плиски) este o comună în raionul Borzna, regiunea Cernihiv, Ucraina, formată numai din satul de reședință.

## Demografie
Componența lingvistică a comunei Plîskî
     Ucraineană (98,42%)
     Alte limbi (1,06%)
Conform recensământului din 2001, majoritatea populației comunei Plîskî era vorbitoare de ucraineană (98,42%), existând în minoritate și vorbitori de alte limbi.